# Merle-Leignec
Merle-Leignec ist eine französische Gemeinde mit 326 Einwohnern (Stand: 1. Januar 2022) im Département Loire in der Region Auvergne-Rhône-Alpes. Sie gehört zum Arrondissement Montbrison und zum Kanton Saint-Just-Saint-Rambert.

## Geografie
Die Gemeinde Merle-Leignec liegt in der historischen Landschaft Forez im Nordosten des Zentralmassivs an der Grenze zum Département Haute-Loire am Fluss Andrable, 35 Kilometer westsüdwestlich von Saint-Étienne. Umgeben wird Merle-Leignec von den Nachbargemeinden Estivareilles im Norden, Saint-Nizier-de-Fornas im Nordosten, Saint-Hilaire-Cusson-la-Valmitte im Osten, Valprivas im Südosten, Boisset im Süden und Südwesten, Saint-Pal-de-Chalencon im Südwesten und Westen sowie Apinac im Westen.

## Bevölkerungsentwicklung
| Jahr                       | 1962 | 1968 | 1975 | 1982 | 1990 | 1999 | 2011 | 2022 |
| -------------------------- | ---- | ---- | ---- | ---- | ---- | ---- | ---- | ---- |
| Einwohner                  | 345  | 278  | 216  | 223  | 233  | 235  | 309  | 326  |
| Quellen: Cassini und INSEE |      |      |      |      |      |      |      |      |

## Sehenswürdigkeiten
- Kirche der Unbefleckten Empfängnis (Immaculée-Conception) in Leignec aus dem 19. Jahrhundert mit Ursprüngen der Burg aus dem 12. Jahrhundert, ihr Glockenturm ist seit 1937 als Monument historique eingeschrieben
- Kirche Nativité-de-Notre-Dame in Merle aus dem 12. und 15. Jahrhundert, seit 1978 als Monument historique eingeschrieben
- Kapelle Saint-Roch Saint-Antoine im Weiler La Chapelle, 1889 erbaut
- Kreuz des ehemaligen Friedhofs aus Holz aus dem 15. und 16. Jahrhundert, seit 1951 als Monument historique klassifiziert
- Ruine des Schlosses Leignec aus dem 12. Jahrhundert, seit 1937 als Monument historique eingeschrieben

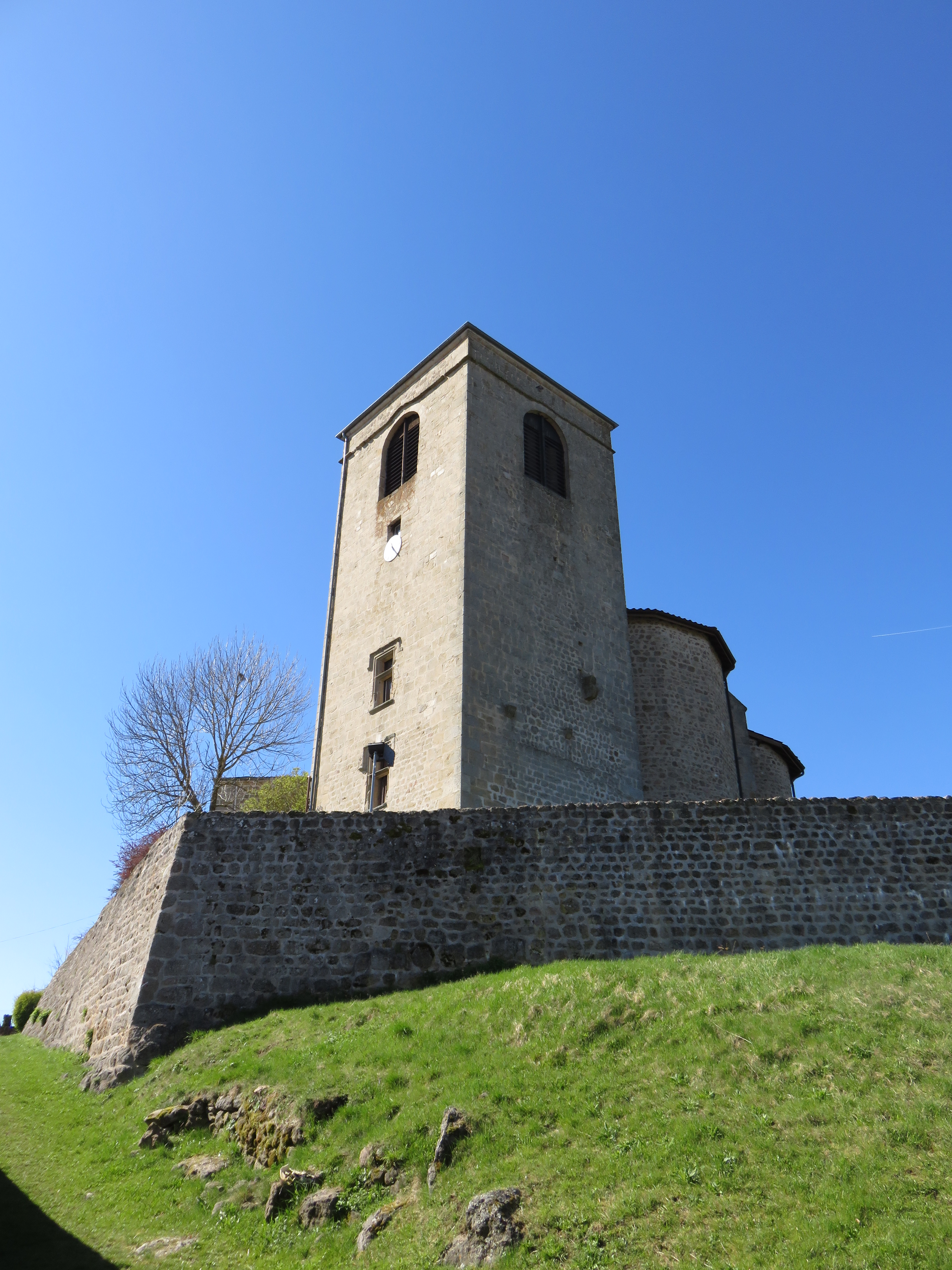
Kirche Immaculée-Conception in Leignec
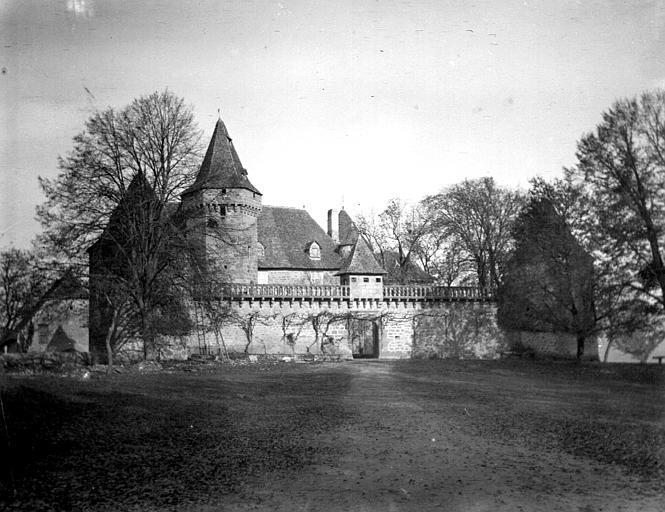
Schlossruine